# Josef Kloimstein
Josef Kloimstein   (Rufling, 1 de novembre de 1929 - Steyregg, 15 de novembre de 2012) fou un remer austríac que va competir durant les dècades de 1950 i 1960.
El 1956 va prendre part en els Jocs Olímpics d'Estiu de Melbourne, on disputà dues proves del programa de rem. Fent parella amb Alfred Sageder va guanyar la medalla de bronze en la prova del dos sense timoner, mentre en el dos amb timoner quedà eliminat en sèries. Quatre anys més tard, als Jocs de Roma, guanyà la medalla de plata en la mateixa prova, novament amb Sageder com a company. El 1964, a Tòquio, disputà els seus tercers Jocs Olímpics d'Estiu. Fou vuitè en la prova del dos amb timoner.
En el seu palmarès també destaquen quatre medalles al Campionat d'Europa de rem, dues de plata i dues de bronze entre les edicions de 1956 i 1959. Durant la seva carrera esportiva també guanyà 24 campionats nacionals de rem en diverses categories.